# الخاندرو رودریگز (بازیکن فوتبال زاده ۱۹۶۴)
الخاندرو رودریگز (انگلیسی: Alejandro Rodríguez؛ زادهٔ ۱۷ ژوئن ۱۹۶۴) بازیکن فوتبال اهل اسپانیا است.